# Hólmfríður Karlsdóttir
Hólmfríður Karlsdóttir (6 giugno 1963) è una modella islandese, vincitrice del concorso di bellezza Miss Mondo 1985.

## Biografia
La Karlsdóttir è stata incoronata trentacinquesima Miss Mondo il 14 novembre 1985 presso la Royal Albert Hall di Londra all'età di diciotto anni, ricevendo la corona dalla Miss Mondo uscente, la venezuelana Astrid Carolina Herrera Irrazábal. È stata la prima Miss Mondo islandese.
Dopo l'anno di regno Hólmfríður Karlsdóttir ha sposato l'avvocato Elfar Rúnarsson dal quale ha avuto tre figli, Anton Örn Elfarsson (1989), Rúnar Karl Elfarsson (1991) ed Ásta Gígja Elfarsdóttir (1997). Vive a Garðabær, nella sua natia Islanda, dove lavora in un asilo locale.